# 12356 Carlscheele
12356 Carlscheele (1993 RM14) là một tiểu hành tinh vành đai chính được phát hiện ngày 15 tháng 9 năm 1993 bởi E. W. Elst ở Đài thiên văn Nam Âu.